# Oliver Purnell
Oliver Gordon Purnell (Berlin, 19 maggio 1953) è un allenatore di pallacanestro statunitense.

## Carriera
Ha guidato gli Stati Uniti alle Universiadi di Palma di Maiorca 1999.